# Anne Crausaz
Pour les articles homonymes, voir Crausaz.
Anne Crausaz, née en 1970 à Lausanne, est une autrice et illustratrice suisse de littérature jeunesse.

## Biographie
Anne Crausaz naît en 1970 à Lausanne, dans le canton de Vaud. Son père est graphiste. Elle a une sœur.  
Après avoir passé ses premières années dans les Cévennes, où ses parents s'installent pour élever des chèvres, Anne Crausaz suit une formation en illustration à l’école cantonale d'art de Lausanne en spécialité design graphique et elle en sort diplômée en 1997. En 1999, elle obtient la bourse Ateliers pour illustrateurs attribué par l’Office fédéral de la culture, puis travaille pendant un an à Cracovie. En 2002 elle est lauréate du Concours fédéral de design. Depuis 2007, elle se consacre essentiellement à la littérature jeunesse, notamment avec l'éditeur nantais MeMo,,,.
Ses sources d'inspiration sont très liées à la nature, aux animaux, ainsi que les images-affiches de Étienne Delessert, ou Enzo Mari ou bien Bruno Munari. Elle travaille beaucoup avec des outils numériques : palette graphique et images vectorielles.
Son album J’ai grandi ici a obtenu le prix La Science se livre en 2009 et la même année, Raymond rêve a obtenu le prix Sorcières.
En 2023, elle obtient une seconde fois le Prix Sorcières, dans la Catégorie Carrément Beau Mini, pour L'Imagier des sens.
Elle vit à Bassins, dans le canton de Vaud, avec son compagnon et leur enfant.

## Œuvres
Elle a participé à de nombreuses œuvres, dont :
- Raymond rêve, Memo, 2007
- J'ai grandi ici, Memo, 2008
- Maintenant que tu sais, Memo, 2009
- Premiers printemps, Memo, 2010
- Bon voyage petite goutte, Memo, 2010
- Où es-tu ?, Memo, 2011
- Pas le temps, Memo, 2011
- Qui a mangé ?, Memo, 2011
- Jouets des champs, Memo, 2012
- Raymond s'habille, Memo, 2013
- L'une et l'autre, Memo, 2013
- L'oiseau sur la branche, Memo, 2014
- Raymond rêve en couleurs !, Memo, 2015
- Et le matin quand le jour se lève, Memo, 2015
- Réveille-toi Raymond !, Memo, 2015
- Bonjour les animaux, Memo, 2016
- C'est l'histoire, Memo, 2017
- Quel est ce légume ?, Memo, 2019
- Quel est ce fruit ?, Memo, 2019
- Rouge-queue : quatre histoires d'oiseaux, Éditions MeMo, 2020
- Une nuit au jardin, Éditions MeMo, 2021
- Quand il fait mauvais temps, Éditions MeMo, 2022[13]
- L'Imagier des sens, Askip, 2022[13],[14]

## Prix et distinctions
- Prix La Science se livre 2009[9] pour  J’ai grandi ici
- Prix Sorcières 2009[10] pour Raymond rêve
- « Honour List » 2014[15] de l'IBBY pour Pas le temps
- Prix Sorcières 2023[11], Catégorie Carrément Beau Mini, pour L'Imagier des sens